# Michel Gomez
Michel Gomez (* 14. September 1951 in Rouen) ist ein französischer Basketballtrainer.

## Laufbahn
Gomez spielte ab 1966 Basketball in Saint-Étienne du Rouvray, nachdem er zuvor Turner gewesen war. Von 1969 bis 1975 spielte er beim Caen BC sowie anschließend wieder in Saint-Étienne du Rouvray. Hernach war Gomez Spielertrainer bei SPO Rouen. 1980 wechselte Gomez als Spieler zu ESM Challans, dort wurde ihm im Dezember 1982 das Traineramt übertragen. 1984 führte er Challans zum Gewinn des französischen Pokalwettbewerbs.
Er wechselte 1986 zu CSP Limoges und blieb bis 1990 im Amt. 1988, 1989 und 1990 wurde Limoges unter seiner Führung französischer Meister. 1987 erreichte er mit seiner Mannschaft die beiden Endspiele um den Europapokalwettbewerb Korać-Cup, verlor aber beide gegen den FC Barcelona. 1988 gewann Gomez mit CSP den Europapokal der Pokalsieger. Im Europapokal der Landesmeister erreichte er mit Limoges 1990 das Halbfinale, verlor dieses gegen den späteren Sieger des Wettbewerbs, KK Jugoplastika Split, gewann jedoch das Spiel um den dritten Platz. Zu seinen Führungsspielern in Limoges gehörten im Laufe seiner Amtszeit neben anderen die französischen Nationalspieler Jacques Monclar, Richard Dacoury, Stéphane Ostrowski, er hatte zudem starke US-Amerikaner wie Paul Thompson, Clarence Kea, Don Collins und Michael Brooks zur Verfügung.
Gomez trainierte nach seinem Weggang aus Limoges von 1990 bis 1996 den Erzrivalen Pau-Orthez und gewann mit der Mannschaft 1992 und 1996 den Meistertitel. 1995 stand er mit Pau-Orthez im Halbfinale des Europapokals Korać-Cup, dort verlor er mit der Mannschaft gegen Stefanel Mailand. Zusätzlich war er zwischen 1993 und 1995 in einer ersten Amtszeit französischer Nationaltrainer.
Im September 1996 wurde der Franzose Cheftrainer des griechischen Erstligisten PAOK Thessaloniki, Ende Januar 1997 wurde er aus sportlichen Gründen entlassen.
Zur Saison 1997/98 wurde Gomez erneut Trainer in Limoges, Ende Dezember 1997 kam es zur Trennung, zu diesem Zeitpunkt war CSP Sechster der französischen Liga und in seiner Euroleague-Gruppe Tabellenletzter. Von Mitte Oktober 1998 bis Saisonende 1998/99 trainierte er den Erstligisten Olympique d’Antibes. Ab 2000 war er Trainer von STB Le Havre, führte die Mannschaft in der Saison 2000/01 zum Klassenerhalt in der ersten französischen Liga, nach einem verpatzten Auftakt in die Saison 2001/02 (ein Sieg, elf Niederlagen) musste er in Le Havre gehen.
Im Januar 2003 trat er das Manageramt beim Zweitligisten Orléans Loiret Basket an, Mitte Februar 2003 übernahm er zeitweise das Traineramt. Noch im selben Jahr endete seine Amtszeit in Orléans wieder. Ab 2005 war Gomez beim französischen Basketballverband technischer Berater, im Januar 2006 wurde ihm wieder das Amt des Nationaltrainers übertragen, 2007 betreute er die U20-Nationalmannschaft.
Gomez, der 1986, 1990 und 1996 als Frankreichs Basketballtrainer des Jahres ausgezeichnet wurde und dem zugeschrieben wurde, Ende der 1980er und Anfang der 1990er die Trainingsarbeit in Frankreich erheblich vorangebracht zu haben, übernahm im Februar 2008 noch einmal das Cheftraineramt bei Frankreichs Nationalmannschaft. Zu diesem Zeitpunkt hatte er lange keine Mannschaft mehr auf Spitzenniveau betreut, seine Rückkehr wurde als Misserfolg gewertet, es gab unter anderem von Tony Parker deutliche Kritik an Gomez’ Arbeitsweise. Er blieb bis Sommer 2009 Nationaltrainer.
Im Mai 2011 wurde er Nationaltrainer Angolas. Mit der Mannschaft gewann er das Turnier um den Stankovic-Pokal in China. Während der Afrikameisterschaft im August 2011 wurde Gomez vor dem Viertelfinalspiel gegen Kamerun entlassen.
Im Januar 2018 wurde Gomez, der seit 1983 Jugendcamps veranstaltet, Trainer der Damen beim Verein Dieppe-basket. Er führte Dieppe in der Saison 2021/22 zum Aufstieg von der Spielklasse Nationale 3 in die Nationale 2.